# Fosterella windischii
Fosterella windischii är en gräsväxtart som beskrevs av Lyman Bradford Smith och Robert William Read. Fosterella windischii ingår i släktet Fosterella och familjen Bromeliaceae. Inga underarter finns listade i Catalogue of Life.